# Thrips brevisetosus
Thrips brevisetosus (лат.) — вид трипсов рода Thrips из семейства Thripidae (Thysanoptera).

## Распространение
Африка (Замбия, Камерун, Кения).

## Описание
Мелкие насекомые (длина около 1—2 мм) с четырьмя бахромчатыми крыльями. От близких видов отличаются следующими признаками: тело коричневое, голени и лапки желтые, усики коричневые с более бледным третьим члеником; передние крылья затемнены. Антенны 7-сегментные. Оцеллярные волоски III мелкие, расположены переднелатерально к глазничному треугольнику. Переднеспинка по средней линии с поперечными слабыми полосами; все волоски мелкие, но внутренние заднеугловые волоски немного крупнее краевых. Метанотум сетчатый, срединные волоски удалены от переднего края, имеются кампановидные сенсиллы. Первая жилка с 3 волосками на дистальной половине. Задний край VIII тергита брюшка вогнут медиально, гребень полный; плевротергиты без дискальных волосков; стерниты III—VII примерно с 15 дискальными волосками. Этот вид является одним из семи видов рода Thrips, у которых отсутствуют две пары удлиненных переднебоковых заднеугловых волосков.